# Тракстон (Мисури)
Тракстон (енгл. Truxton) град је у америчкој савезној држави Мисури.

## Демографија
По попису из 2010. године број становника је 91, што је 5 (-5,2%) становника мање него 2000. године.
| Група             | 2000.      | 2010.       |
| Белци             | 91 (94,8%) | 91 (100,0%) |
| Афроамериканци    | 0 (0,0%)   | 0 (0,0%)    |
| Азијати           | 3 (3,1%)   | 0 (0,0%)    |
| Хиспаноамериканци | 1 (1,0%)   | 0 (0,0%)    |
| Укупно            | 96         | 91          |